# Berenice (nowela)
Berenice (ang. Berenice) – nowela Edgara Allana Poego opublikowana po raz pierwszy na łamach Southern Literary Messenger w 1835 roku.
Ówcześni czytelnicy narzekali na dużą dawkę przemocy w noweli i skarżyli się na Poego u redaktora gazety Southern Literary Messenger. Sam autor wydał później ocenzurowaną wersję, choć uważał jednocześnie, że jego utwór powinien być oceniany wyłącznie przez pryzmat liczby sprzedanych kopii.

## Opis fabuły
Egaeus, narrator noweli, jest młodym i pracowitym mężczyzną dorastającym w dużej, ponurej rezydencji wraz ze swą kuzynką, Berenice. Cierpi on na rodzaj obsesyjnego schorzenia, zwanego monomanią, objawiającym się skupianiem uwagi na banalnych przedmiotach i obiektach. Także Berenice, niegdyś piękna kobieta, zmaga się z nieokreśloną degeneracyjną chorobą, która manifestuje się okresowymi stanami katalepsji, określanej także jako trans. Mimo przeciwności losu, oboje noszą się z zamiarem ożenku.
Pewnego popołudnia Egaeus dostrzega kuzynkę w bibliotece. Kiedy ta się uśmiecha, on sam skupia się na jej zębach. Zapada ponownie w obsesyjny stan, utrzymujący się przez kolejne dni. Wyobraża sobie, że trzyma w ręku zęby i obraca je w dłoni, badając je pod każdym kątem. W pewnym momencie do jego pokoju wchodzi służący i informuje śmierci i pochówku Berenice. Kiedy Egaeusowi wraca świadomość, z dużym przerażeniem dostrzega małe pudełko i lampę, znajdujące się naprzeciwko niego. Zjawia się kolejny sługa i donosi o profanacji grobu, w którym została znaleziona zniekształcona kobieta. Sam Egaeus dostrzega plamy krwi i błota na swoich ubraniach, otwiera pudełko, zawierające narzędzia dentystyczne oraz trzydzieści dwa drobne białe, barwy kości słoniowej przedmioty, które rozsypały się po podłodze.

## Analiza
Poe pozostaje wierny tradycjom literatury gotyckiej, która gościła w świadomości amerykańskich i brytyjskich czytelników przez wiele dekad. Nowela autora cechuje się jednak większą głębią i udramatyzowaną atmosferą strachu, co jest zaakcentowane użyciem bardziej realnych obrazów literackich. Berenice jest jedną z najbardziej drastycznych wizji artysty. Kiedy narrator spogląda w tajemnicze małe pudełko, wie już podświadomie, że zawiera ono zęby jego kuzynki: Czemuż (…) włosy zjeżyły mi się na głowie i krew zastygła w mych żyłach? Sama scena wyrywania zębów w noweli nie występuje. Czytelnik wie tylko, że Egaeus znajdował się w stanie przypominającym trans i nie potrafił dostrzec, że jego kuzynka wciąż żyła, gdy sam dopuszczał się makabrycznego czynu.
Główny problem noweli oscyluje wokół pytania Egaeusa: Jakim sposobem godło piękna mogłem przedzierzgnąć w symbol brzydoty?
Po raz pierwszy w twórczości autora jego fikcyjne figury literackie zmagają się z monomanią. W późniejszych dziełach motyw ten będzie wielokrotnie powracał.
W nowelach pisarza zęby symbolizują moralność. Inne przykłady to odrażające i grobowe zęby konia w noweli Metzengerstein, agonalne nawoływania zahipnotyzowanego mężczyzny z Prawdziwego opisu wypadku z panem Waldemarem czy odgłosy zgrzytających zębów z utworu Żabi Skoczek. W terminach freudowskich ich ekstrakcja oznacza kastrację, prawdopodobnie w ramach kary za masturbację. Mogą też one symbolizować osłonę, uniemożliwiającą penetrację ciała kuzynki. Francuska psychoanalityczka szkoły Freuda, Maria Bonaparte, sugeruje w książce The Life and Letters of Edgar Allan Poe interpretacje oscylującą wokół konceptu określanego jako vagina dentata. Zęby przywołują także skojarzenia ze strachem przed degradacją cielesną, a ich utrata jest doświadczeniem nieobcym także dla zdrowych ludzi.
Egaeus, który został poczęty w bibliotece, reprezentuje intelektualizm. Jest on cichym, samotnym mężczyzną, a jego obsesja podkreśla tylko jego zamiłowanie do przemyśleń i studiowania. U Berenice bardziej zaakcentowana jest jej fizyczność. Ona sama jest przedstawiana jako osoba, która bez troski szła przez życie, jest ona także zwinna, urocza i obdarzona nadmiarem sił żywotnych. Jako kobieta w opresji nie wypowiada żadnego słowa przez całą nowelę. Jej rola w dziele, podobnie jak w wielu utworach Poego, ogranicza się do bycia piękną, a jej jedynym przeznaczaniem jest śmierć. Egaeus traci zainteresowanie jej całą osobowością, gdy ta zaczyna chorować. Staje się ona wówczas obiektem badań, a nie podziwu.
Imiona figur literackich przywołują skojarzenia z antyczną tragedią grecką. Imię Berenice (przynosząca zwycięstwo) pochodzi z jednego z wierszy Kallimacha z Cyreny. Tam Berenice obiecuje włosy Afrodycie, jeśli tylko jej małżonek cało powróci z wojny. Imię Egaeus może pochodzić od Egeusza, legendarnego króla Aten, który popełnił samobójstwo, myśląc że jego syn, Tezeusz zginął, gdy próbował zabić Minotaura.
Ostatnie fragmenty noweli są celowo wydłużone serią spójników, łączących liczne zdania. Rytm wraz z mocno zaakcentowanymi spółgłoskami i długimi samogłoskami scala jeszcze ową formę. Jest to jedna z niewielu nowel Poego, gdzie narrator nie jest anonimowy.

## Główne tematy
- Śmierć pięknej kobiety (motyw znany także z takich dzieł jak Ligeja, Morella, Portret owalny, Filozofia kompozycji)
- Motyw pogrzebania żywcem (patrz także: Beczka Amontillado, Zagłada domu Usherów, Przedwczesny pogrzeb)
- Choroba psychiczna (także w nowelach: Zagłada domu Usherów, Serce oskarżycielem, System doktora Smoły i profesora Pierza)

## Publikacja i recepcja
Nowela została opublikowana na łamach Southern Literary Messenger w marcu 1835 roku. Wielu czytelników było zszokowanych poziomem przemocy w utworze, co skutkowało skargą złożoną na ręce wydawcy Thomasa W. White’a i publikacją zredagowanej wersji w 1840 roku. Cztery usunięte akapity opisywały wizytę Egaeusa u Berenice tuż przed jej pochówkiem. Protagonista dostrzega wówczas, iż ta wciąż żyła, poruszała palcem i uśmiechała się.
Poe nie zgadzał się z krytyką. Miesiąc po publikacji Berenice pisał do White’a, że wiele magazynów osiągnęło sławę właśnie dzięki podobnym publikacjom. Niezależnie od stylu pragnął on być docenionym, a aby zostać docenionym, trzeba mieć czytelników – dodawał. Pisał także: Przyznaję, że nowela jest na pograniczu złego smaku – lecz nie zamierzam ponownie zgrzeszyć w tak gorszący sposób. Mimo to autor podkreślał, że to nie gusta czytelnicze, a poziom sprzedaży magazynu powinien być ostatecznym czynnikiem przy ocenie noweli.